# C/2013 E2 Iwamoto
C/2013 E2 (Iwamoto) è una cometa che è inserita tra le comete non periodiche in quanto ha un periodo di oltre 3.500 anni. È stata scoperta il 10 marzo 2013 dall'astrofilo giapponese Masayuki Iwamoto. Ha raggiunto la luminosità massima visuale di circa 12a .